# Битенкорт, Диого Силвестре
Дио́го Силве́стре Битенко́рт (исп. Diogo Silvestre Bittencourt; 30 декабря 1989, Паранаваи, штат Парана) — бразильский футболист, левый фланговый защитник клуба «Данубио» и в прошлом — молодёжной сборной Бразилии.

## Биография
Диого Силвестре — воспитанник академии «Сан-Паулу», куда он перешёл из «Марилии» в 16-летнем возрасте. В 2009 году в составе молодёжной сборной Бразилии Диого дошёл в Египте до финала чемпионата мира, где «канарильяс» в серии пенальти уступили сверстникам из Ганы. В том же году молодой игрок стал привлекаться в основу «трёхцветных», но закрепиться в родной команде ему так и не удалось.
В 2009 и 2011 годах Диого трижды отдавался в аренду — в бразильские «Толеду» и «Гояс», а также в бельгийский «Андерлехт». В чемпионате Бельгии бразилец так и не дебютировал, но сыграл 26 октября один матч в Кубке Бельгии, в котором его команда сенсационно уступила в домашнем поединке против клуба «Рупель Бум» (1:2). Диого вышел в основе и был заменён на 69-й минуте.
2012 год фактически оказался потерянным для Диого, он не сыграл за календарный год ни одного матча. По версии некоторых аналитиков, причиной спада в карьере Диого Силвестре стали неудачные тренерские решения — защитнику долгое время не могли найти правильного места на поле. Также сказывались и травмы. В 2013 году Диого, у которого уже завершился контракт с «Сан-Паулу», выступал сначала за португальскую «Брагу B», а затем за «Фейренсе». В 2014 году «Брага» отдала Диого в аренду в уругвайский «Пеньяроль», что дало новый толчок карьере бразильца.
В составе «Пеньяроля» за два года Диого Силвестре провёл более 40 матчей — в рамках чемпионата Уругвая, Кубка Либертадорес и Южноамериканского кубка. С «карбонерос» он стал вице-чемпионом Уругвая в сезоне 2014/15 и чемпионом страны в следующем сезоне. 19 августа 2016 года Диого перешёл в аргентинский «Эстудиантес» на правах свободного агента. Однако за студинтов бразилец не сыграл ни одного матча и в начале 2017 года перешёл в «Данубио».

## Достижения
- Чемпион Уругвая (1): 2015/16
- Вице-чемпион Уругвая (1): 2014/15
- Финалист молодёжного чемпионата мира (1): 2009